# Onthophagus suturellus
Onthophagus suturellus es una especie de insecto del género Onthophagus, familia Scarabaeidae, orden Coleoptera.
Fue descrita científicamente por Brullé en 1832.